# NGC 4438
NGC 4438 este o liner situată în constelația Fecioara. A fost descoperită în 8 aprilie 1784 de către William Herschel. Se află la o distanță de 16,5 megaparseci de Pământ.